# Leroux et Lotz
Leroux et Lotz est un groupe industriel français de l'industrie navale et métallurgique.

## Histoire
La société de chaudronnerie « Fonderie Leroux & Lotz » (puis « Leroux & Lotz Technologies ») est fondée à Nantes, en 1946, par Jean Leroux et son associé, un membre de la famille des industriels nantais Lotz. À partir de ses activités de chaudronnerie et de tuyauterie, l'entreprise se développe sur différents secteurs : les chantiers navals, appareils à pression, chaudières, colonnes pétrochimiques, entre autres.
Dans les années 90, le groupe se recentre progressivement sur les métiers de l’environnement et de l’énergie et entame ensuite sa politique d'expansion internationale.

## Leroux et Lotz Timolor
Leroux et Lotz Timolor (LLT) était la filiale marine du groupe Leroux et Lotz. Elle était constituée de sites situés à Lorient et Saint-Nazaire. 
2010 : LLT achète les technologies à lit fluidisé de combustion et de gazéification de TPS, société suédoise référente sur ces technologies.
2011 :
Création de Leroux & Lotz Polska.
Août 2015 : la société Navtis, basée à Brest, rachète Leroux et Lotz Timolor. Elle garde les deux sites qu'elle nomme alors Navtis Bretagne Sud et Navtis Pays de Loire.
2017 :
LLT signe un accord d’exclusivité avec Mitsubishi Hitachi Power Systems pour la fourniture de grilles à gradin de type Koch sur le marché français.
2024 :  intègre Boccard, Ensemblier Industriel depuis plus de 100 ans